# Piedra Museo

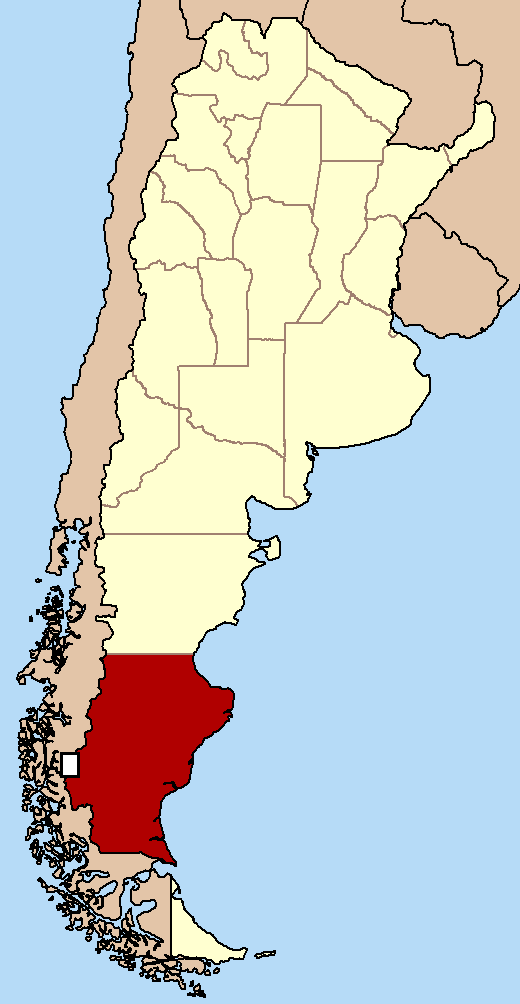
Provincia di Santa Cruz, Argentina.

Il sito archeologico di Piedra Museo è situato nella provincia di Santa Cruz, nel sud dell'Argentina, a 250 km dalla montagna di Pico Truncado. La provincia di Santa Cruz è piena di siti preistorici come la Cueva de las Manos, di Los Toldos e El Ceibo.
Questo importante sito è stato scoperto da un team di archeologi guidati da paleontologo argentino Florentino Ameghino nel XX secolo.
Il sito di Piedra Museo era un rifugio strategico usato da popolazioni nomadi di cacciatori-raccoglitori del Pleistocene.Molti scavi furono effettuati da un team dall'Università internazionale di La Plata nel periodo 1990-1999, guidati dalla professoressa Laura Miotti.

## Scoperta ed analisi
Le ricerche furono fatte in un giacimento con una superficie di 45 metri quadrati, e una stratigrafia di oltre 2 metri di profondità.
Venne scoperta una industria litica comprendente vari reperti tagliati sul posto, dei nuclei e delle punte di proiettile a "coda di pesce".
Questi resti sono stati associati con ossa di erbivori come Mylodon, paleo-camelidi, Lama guanicoe, Lama gracilis, Rhea americana, e equidi (Hippidium saldiasi).
Le ossa degli animali mostrano segni caratteristici di macellazione, come scanalature a forma di fuso fine subparalleli con creste interne.
La nitidezza dei bordi indica che furono eseguiti su delle ossa fresche. La loro ridotta larghezza suggerisce l'uso di bordi non ritoccati.
Una grande quantità di pitture rupestri e parietali sono state scoperte nelle vicinanze.

## Datazione
I reperti antropici più antichi risalgono a un periodo all'incirca compreso fra 11100 a.C. - 10300 a.C.), nel tardo Pleistocene sulla base dei risultati ottenuti dagli specialisti della Università dell'Arizona ( USA ),  utilizzando il metodo di 14 C con spettrometro di massa e acceleratore (più preciso rispetto al metodo convenzionale).
Piedra Museo, come i siti di Pedra Furada (Brasile), Monte Verde (Cile), Topper, Meadowcroft Rockshelter e Cactus hill (Stati Uniti), a loro volta hanno portato a teorie alternative a quella tradizionale della "Clovis first" riguardo al popolamento delle Americhe (l'ipotesi, basata sulla mancanza di prova contraria, che la cultura Clovis fu la prima nell'emisfero occidentale)